# Bullas
Bullas es una localidad y municipio español, perteneciente a la Región de Murcia. Situado en la comarca del Noroeste. Cuenta con 11 793 habitantes (INE 2024), divididos entre el casco urbano y su única pedanía, La Copa de Bullas.
Conocida como la Puerta del Noroeste, por ser la entrada de la comarca del mismo nombre, en su término se localiza el Salto del Usero, uno de los cinco Monumentos Naturales de la Región de Murcia, así como el nacimiento del río Mula (afluente del río Segura). Por este motivo, Bullas mantiene una estrecha relación con los municipios de la comarca del río Mula, formando parte de su partido judicial. Bullas es conocida por una rica tradición vitivinícola, con Denominación de Origen propia.

## Geografía

Término municipal de Bullas respecto a la Región de Murcia.

La superficie del término municipal es de 82,2 kilómetros cuadrados. En él se encuentra el nacimiento del río Mula (afluente del río Segura). El casco urbano se sitúa a 651 metros sobre el nivel del mar, siendo la segunda cabeza municipal situada a más altura de la Región de Murcia tras Moratalla. Se encuentra a 53 kilómetros de distancia de la capital (Murcia). El término municipal de Bullas limita y está encajado entre los términos municipales de Cehegín, al oeste y de Mula, al este.
A la localidad de Bullas se la conoce como la Puerta del Noroeste, por ser la entrada de la comarca del mismo nombre a través de la RM-15. Comarca que se caracteriza por sus cultivos agrarios de tipo extensivo y por sus paisajes forestales (bosques de galería, montes de pino carrasco, presencia de encinas y diversidad de especies de montaña). Dispone de agua suficiente, para unas precipitaciones anuales medias de unos 395 litros por metro cuadrado, que pueden variar desde los escasos 137 litros para el año 1970, hasta los casi 1000 (965.5) para 1989 (fuente: INM). 
Los montes del municipio alcanzan alturas medianas. Destacan el Pradillo (1.032 m) junto al Garci Sanchez (1.021), el cerro de El Castellar (993 m), la sierra de la Silla (794 m) al norte y Las Atalayas (793 m). Al suroeste del municipio se encuentran la sierra de la Lavia y el valle del Aceniche. El punto más bajo del municipio está al norte, en el Barranco del Taray (483).
El clima es de tipo estepario, semiárido de transición al mediterráneo. De acuerdo con Köppen y Geiger este clima se clasifica como BSk. En Bullas, la temperatura media anual es de 14.6 °C. La precipitación media aproximada es de 408 mm. anuales. Las temperatura máxima media alcanzan los 33º en julio, y la mínimas media carca de 1º en el mes de enero.

## Historia

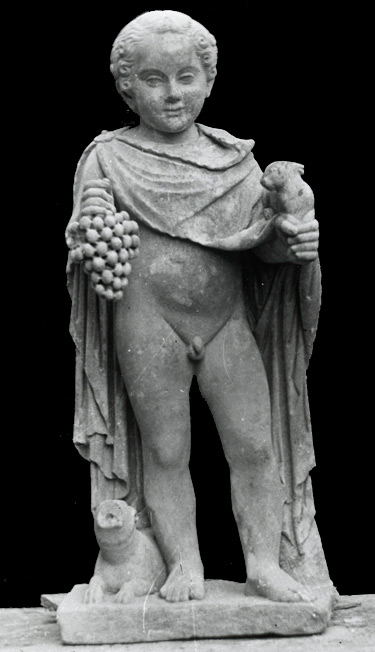
Escultura del Niño de las uvas

El emplazamiento de Bullas ha sido empleado como asentamiento humano durante siglos. De los descubrimientos arqueológicos encontrados en el Cabezo de Oro ("Pasico Ucenda") se puede deducir que las primeras evidencias se remontan a aproximadamente cuatro mil años. Asimismo, de la Antigua Roma se tienen numerosos testimonios de su civilización en villas agropecuarias como Fuente Mula, Fuenblanquilla, La Loma y la más importante de todas, Los Cantos. En la villa de Los Cantos también se encontró la escultura romana denominada Venus de Bullas, que actualmente se halla en el Museo Arqueológico Nacional, en Madrid.
La caída del Imperio romano y la Alta Edad Media dejaron muy pocos vestigios. Hasta la época musulmana no aparecen nuevos restos de población en Bullas, con dos núcleos principales: El Castellar, con las ruinas de un baluarte militar del siglo XII (también conocidas como El Castillico), y en el mismo casco urbano de Bullas, donde de igual forma existió un pequeño núcleo de población andalusí defendido por una fortaleza, el Castillo de Bullas, el cual se nutría del agua de la Fuente de La Rafa la cual terminaba en una balsa al lado de la población. 
Tras la capitulación de la taifa de Murcia con el tratado de Alcaraz (1243), Alfonso X donará la localidad a Mula en 1254. Unos años después sería entregada a Caravaca. En 1444, el Maestre de la Orden de Santiago concede Bullas a Cehegín, municipio del que siglos después obtiene la independencia como villa, el 19 de diciembre de 1689, por decreto real de Carlos II.
Posteriormente se construiría la Iglesia de Ntra. Sra. del Rosario, la cual sería inaugurada en 1723; así como la cárcel. 
En el año 1900 se inauguró la Torre del Reloj la cual servía para controlar los turnos de riego. Además, por esta época se construyeron casas señoriales para las familias pudientes del pueblo como los Marsilla de Teruel, Carreño o Melgares de Aguilar.
En 1933 se abrió la línea Murcia-Caravaca, que permitió la conexión de la comarca con el resto de la red ferroviaria española. El municipio contaba con una estación propia. La explotación del trazado fue, sin embargo, poco rentable desde sus inicios y la línea terminaría siendo clausurada en 1971.
En los últimos años, el pueblo ha experimentado una gran expansión y la mencionada declaración en 1994 de la Denominación de Origen Bullas por sus vinos.

## Geografía humana

### Demografía
Cuenta con una población de 11 793 habitantes (INE 2024).
| Gráfica de evolución demográfica de Bullas entre 1842 y 2021                                                          |
| |
| Población de derecho según los censos de población del INE. Población de hecho según los censos de población del INE. |

La población de Bullas ha vivido una evolución de crecimiento inicial, larga estabilización en torno a los 9000-9500 habitantes (con incidencia comparativamente escasa de los años críticos de la emigración murciana) y fase actual de crecimiento moderado.

### Economía
En el sector primario se destaca la agricultura, sobre todo la de almendra, olivo y albaricoque, siendo también el cultivo de la de vid relevante por la tradición vitivinícola del lugar.
Dentro del sector industrial, el municipio es sede de diversas compañías alimentarias como Palancares (perteneciente al Grupo Fuertes), Rubio, Embutidos Escámez y Mensajero Alimentación. Las factorías están localizadas en diversos puntos del municipio, siendo el principal el polígono industrial Marimingo.
En lo referente al sector terciario, en el municipio se encuentra el camping de La Rafa, próximo al paraje del Salto del Usero, además de otros albergues o establecimientos rurales y numerosos locales de hostelería.

#### Denominación de origen Bullas

La pisada de la uva, en Bullas.

Dentro del sector primario, el municipio es célebre por sus viñedos y su producción vinícola. La Denominación de Origen Bullas y su Consejo Regulador engloba a todos los vinos producidos en Bullas y municipios limítrofes. Así, diversas bodegas como Bodegas del Rosario, Cooperativa San Isidro, Bodegas Carrascalejo y Bodega Balcona, tienen a sus vinos bajo dicha denominación. La producción anual es de 10 millones de litros, dependiendo de las condiciones climatológicas, y se divide en:
- Vinos tintos, de 12 a 14% (vol.), uvas Monastrell, Syrah, Tempranillo, Cabernet-Sauvignon, Merlot y Petit Verdot
- Vinos rosados, de 11 a 12,5% (vol.), uvas Monastrell y Tempranillo.
- Vinos blancos, de 10 a 12,5% (vol.), uvas Macabeo, Chardonnay, Malvasia y Airén.

### Energías renovables
Desde noviembre de 2007 se ha creado un huerto solar que genera el 21 por ciento de la energía total que consume el municipio, lo que equivale al 42 por ciento del consumo de los hogares bullenses. Está en proyecto la duplicación de las placas solares instaladas y por tanto, la ocupación de tierras de uso terciario hasta ahora. Con estas instalaciones, el municipio ha dejado de emitir 8000 toneladas de CO2 por año (¿?).

## Ayuntamiento
Con el nuevo régimen de monarquía de partidos iniciado en 1975-78, los partidos PSRM-PSOE y PP se han alternado en la alcaldía de Bullas. El PSOE fue el partido ganador de todas las elecciones celebradas, tanto generales como municipales y hasta europeas. Así hasta las Elecciones al Parlamento Europeo de junio de 2009, cuando la alternancia, el PP, logró pocos más votos que el PSOE, primer éxito electoral del PP en Bullas. En las elecciones municipales de 2011, después de 32 años de gobierno local continuado del PSOE, el PP de Pedro Chico Fernández, obtiene la mayoría absoluta en el ayuntamiento. En las Elecciones municipales de 2015 el PSOE retorna a la alcaldía colocando ahora a una alcaldesa.
| Período   | Alcalde                      | Partido   |
| --------- | ---------------------------- | --------- |
| 1979-1983 | Esteban Egea Fernández       | PSRM-PSOE |
| 1983-1987 | Julián Rodríguez Moya        | PSRM-PSOE |
| 1987-1991 | Cayetano García Rosa         | PSRM-PSOE |
| 1991-1995 | Cayetano García Rosa         | PSRM-PSOE |
| 1995-1999 | José María López Sánchez     | PSRM-PSOE |
| 1999-2003 | José María López Sánchez     | PSRM-PSOE |
| 2003-2007 | José María López Sánchez     | PSRM-PSOE |
| 2007-2011 | Esteban Egea Fernández       | PSRM-PSOE |
| 2011-2015 | Pedro Chico Fernández        | PP        |
| 2015-2019 | María Dolores Muñoz Valverde | PSRM-PSOE |
| 2019-2023 | María Dolores Muñóz Valverde | PSRM-PSOE |
| 2023-     | María Dolores Muñóz Valverde | PSRM-PSOE |

### Composición actual
| Partido                   | 2023    | 2023       | 2019    | 2019       | 2015    | 2015       |
| Partido                   | % Votos | Concejales | % Votos | Concejales | % Votos | Concejales |
| Partido Socialista (PSOE) | 53,55%  | 10         | 59,86%  | 11         | 45,30%  | 8          |
| Partido Popular (PP)      | 29,6%   | 5          | 22,64%  | 4          | 35,66%  | 6          |
| Vox                       | 9,38%   | 1          | -       | -          | -       | -          |
| IU-LV                     | 6,49%   | 1          | 3,44%   | 0          | 5,29%   | 1          |
| Vecinos por Bullas (VxB)  | -       | -          | 6,80%   | 1          | 12,62%  | 2          |
| C's                       | -       | -          | 6,51%   | 1          | -       | -          |

### Resultados de las elecciones municipales desde 1987
| Elecciones municipales                         |      |      |      |      |      |      |      |      |      |      |
| Partido                                        | 1987 | 1991 | 1995 | 1999 | 2003 | 2007 | 2011 | 2015 | 2019 | 2023 |
| Partido Socialista (PSOE)                      | 11   | 12   | 8    | 9    | 8    | 8    | 6    | 8    | 11   | 10   |
| Alianza Popular (AP) / Partido Popular (PP)    | 4    | 2    | 6    | 6    | 7    | 8    | 10   | 6    | 4    | 5    |
| Izquierda Unida (IU) / Ganar Bullas (IU-LV-AS) | 1    | 2    | 3    | 2    | 2    | 1    | 1    | 1    | 0    | 1    |
| Vox                                            | -    | -    | -    | -    | -    | -    | -    | -    | -    | 1    |
| Vecinos por Bullas (VxB)                       | -    | -    | -    | -    | -    | -    | -    | 2    | 1    | -    |
| Ciudadanos (Cs)                                | -    | -    | -    | -    | -    | -    | -    | -    | 1    | -    |
| Centro Democrático Social (CDS)                | 1    | 1    | -    | -    | -    | -    | -    | -    | -    | -    |
| Total                                          | 17   | 17   | 17   | 17   | 17   | 17   | 17   | 17   | 17   | 17   |

## Servicios

### Educación
La localidad de Bullas cuenta con dos escuelas públicas de primer ciclo educación infantil, una escuela pública de segundo ciclo de educación infantil, un colegio de educación infantil y primaria, un colegio de educación primaria, un centro concertado que cubre infantil, primaria y secundaria y un instituto público de educación secundaria (que cubre secundaria y bachillerato).
Por su parte, la pedanía de La Copa cuenta con un colegio de educación infantil y primaria, cuyo nombre es CEIP Antonio Machado.

#### Escuelas públicas de educación infantil. Primer ciclo (0-3 años)
- Escuela de educación infantil Garabatos[9]
- Escuela municipal de educación infantil Bullas[10]

#### Escuelas públicas de educación infantil. Segundo ciclo (3-6 años)
- Escuela de educación infantil El Castellar[11]
- Colegio público Obispos García-Ródenas
- CEIP Antonio Machado

#### Colegios públicos de educación primaria
- CBEP Artero[12]
- Colegio Público Obispos García-Ródenas[13]
- CEIP Antonio Machado[14]

#### Colegios concertados
- CC Amor de Dios Bullas (cubre segundo ciclo de educación infantil, primaria y secundaria)[15]

#### Institutos públicos de educación secundaria / Centros de formación profesional
- IES Los Cantos (cubre secundaria y bachillerato)[16]

#### Educación para adultos
- Escuelas de Don Antonio García (Centro Público Comarcal de Educación de Adultos "Río Mula")[17]

### Sanidad
El municipio cuenta con el centro de salud María Eugenia Moreno en Bullas y con un consultorio médico en la pedanía de La Copa, ambos adscritos al Área de Salud IV (Noroeste) del Servicio Murciano de Salud. 

### Transporte

#### Carretera
El municipio se encuentra conectado con Murcia a través de la RM-15, una de las autovías autonómicas de la Región de Murcia. Además, las siguientes tres carreteras autonómicas de la Red de Tercer Nivel tienen parte de su trazado en el término municipal de Bullas:
- RM-503: Aledo - Bullas
- RM-B18: Bullas - La Copa
- RM-B26: La Copa - RM-552 (Calasparra - RM-532)

#### Vía Verde del Noroeste
El Camino Natural Vía Verde del Noroeste es un camino acondicionado para senderismo y cicloturismo de 72,8 km que discurre entre Murcia y Caravaca de la Cruz por el itinerario del antiguo ferrocarril Murcia-Caravaca. El camino pertenece a la Red de Caminos Naturales del Ministerio de Agricultura, Pesca y Alimentación.
Este camino también forma parte del Camino de Levante de peregrinación desde Orihuela hasta Caravaca de la Cruz, que alberga desde el siglo XIII una de las astillas del Lignum Crucis en que murió Jesucristo, lo que hizo que el papa Juan Pablo II le concediera el Jubileo In Perpetuum.
A lo largo de la Vía Verde del Noroeste se pueden encontrar distintos albergues para acoger a los peregrinos, uno de los cuales se encuentra en el espacio turístico-recreativo de La Rafa en Bullas.

#### Autobús
Presta servicio la siguiente línea de autobús interurbano:
| Línea     | Recorrido                    | Operador |
| --------- | ---------------------------- | -------- |
| MUR-025-1 | Caravaca de la Cruz - Murcia | Interbus |

### Espacio turístico-recreativo La Rafa
La Rafa es un espacio turístico-recreativo que ofrece numerosos servicios: instalaciones deportivas, áreas de recreo, zonas verdes, albergue, camping, apartamentos, restaurante,... Mención especial merecen los alojamientos bioclimáticos del Centro de Agroecología y Medio Ambiente (CEAMA) que se ubican, junto con el centro, en este espacio.

## Patrimonio

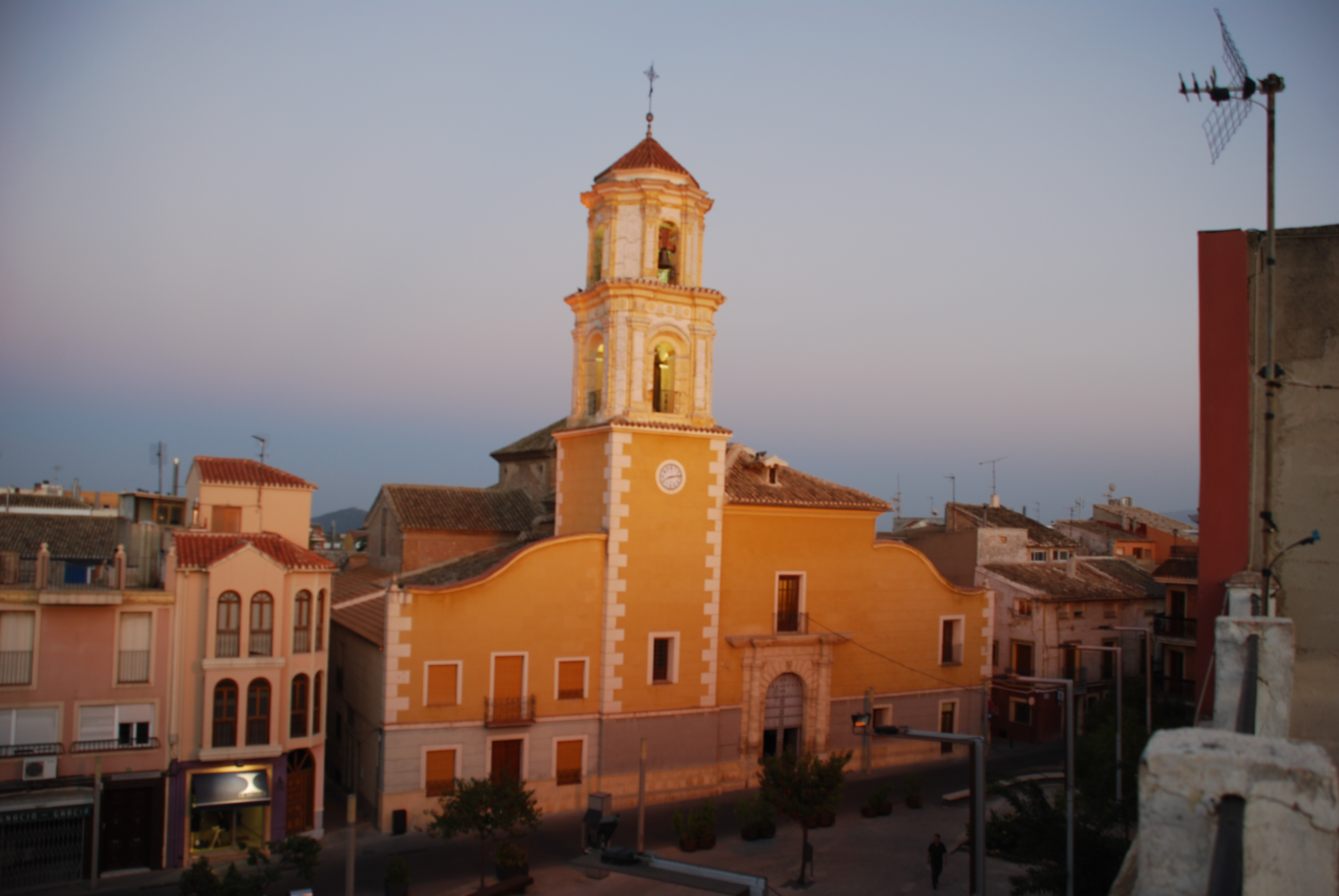
Iglesia parroquial de Nuestra Señora del Rosario

El municipio de Bullas dispone, hasta el momento, de nueve Bienes de Interés Cultural:
- Iglesia parroquial de Nuestra Señora del Rosario[21]
- Palacete de Fuente Higuera[22]
- El Castellar de Bullas[23]
- Restos del Castillo de Bullas en el casco antiguo
- Yacimiento Los Cantos (declarado Bien de Interés Cultural con categoría de zona arqueológica)[24]
- Paraje Molino de Arriba (declarado Bien de Interés Cultural con categoría de lugar de interés etnográfico)[25]
- Conjunto arqueológico de cuatro estatuas-fuente en mármol de época romana procedentes de la Villa Romana de los Cantos (declarado Bien de Interés Cultural de tipo bien mueble)[26]
- Los Auroros de La Copa de Bullas (declarado Bien de Interés Cultural inmaterial)[27]
- Las fiestas de San Antón y el Baile del Inocente de La Copa de Bullas (declarado Bien de Interés Cultural inmaterial)[28]

Dispone, a su vez, de diversos bienes de relevancia cultural. Algunos de ellos son:
Patrimonio Artístico Religioso
- Iglesia parroquial de Ntra. Sra. del Rosario (Bullas)
- Iglesia del Sagrado Corazón de Jesús (Bullas).
- Capilla de San Ildefonso o Capilla de la Cruz (Bullas).
- Ermita de San Blas (Bullas).
- Iglesia parroquial de Nuestra Señora de la Consolación y del Socorro (La Copa)
- Ermita del Calvario (La Copa)
- Cristo del Carrascalejo (paraje de El Carrascalejo).

Museos
- Museo del Vino
- Casa-Museo Don Pepe Marsilla
- Museo Alfonso Fernández Jiménez

Patrimonio Civil
- Casa de la Cultura (Casa de los Melgares)
- Plaza Vieja
- Torre del Reloj
- Ribera de los Molinos del Río Mula
- Bodega de la calle de la Balsa
- Plaza del Castillo
- Casa de los Carreño
- Casa de Don Blas Rafael Marsilla
- Escuelas Don Antonio García

### Ruta del Vino de Bullas
La Ruta del Vino de Bullas permite conocer la riqueza cultural asociada al vino en el municipio de Bullas.

### Mercadillo artesanal El Zacatín
El mercadillo "El Zacatín" se viene realizando todos los primeros domingos de cada mes desde enero de 1994 en las inmediaciones de la plaza Vieja y de la plaza del Castillo, el cual consta de una temática distinta cada mes.

## Parajes naturales

Paraje del Salto del Usero, en el río Mula.

En Bullas, podemos encontrar el Salto del Usero, uno de los cinco Monumentos Naturales de la Región de Murcia.
Además, encontramos dos espacios de la Red Natura 2000:
- Río Mula. Declarado como ZEC.[32]
- Sierras de Burete, Lavia y Cambrón. Declarado como ZEPA.[33]

Otros parajes naturales en el término municipal de Bullas son:
- Valle del Aceniche
- El Castellar
- Garci Sánchez
- Las Atalayas
- Sierra de la Silla
- Fuente de Mula
- Molino de Arriba
- Molino de Abajo
- Barranco de la Regidora
- El Carrascalejo
- El Romero
- Vía Verde del Noroeste
- La Rafa

Actualmente, Bullas cuenta con seis senderos de pequeño recorrido homologados por la Federación de Montañismo de la Región de Murcia:
- PR-MU 30. Sendero del Romero – Venta del Pino[34]
- PR-MU 30.1. Variante Asomadilla – Carrascalejo[35]
- PR-MU 31. Sendero de las Atalayas[36]
- PR-MU 31.1 Enlace Río Mula[37]
- PR-MU 32. Sendero del Castellar – Venta del Pino[38]
- PR-MU 32.1. Variante del Estrecho Capitán – Vuelta al Castellar[39]

Compartiendo trazado con los senderos PR-MU 30 y PR-MU 30.1, encontramos el Itinerario Ecoturístico del Romero. Su recorrido permite apreciar la variada flora y fauna de la zona, pero también la riqueza agrícola y forestal de parajes como el barranco de las Pertigueras, el barranco de la Regidora o los arroyos de los Muletos y del Chaparral.
En la pedanía de La Copa se dispone de dos senderos locales, también homologados por la Federación de Montañismo de la Región de Murcia:
- SL-MU 33. Sendero de la sierra de la Silla - La Copa[41]
- SL-MU 34. Sendero de la Fuente de la Higuera - La Copa[42]

## Fiestas

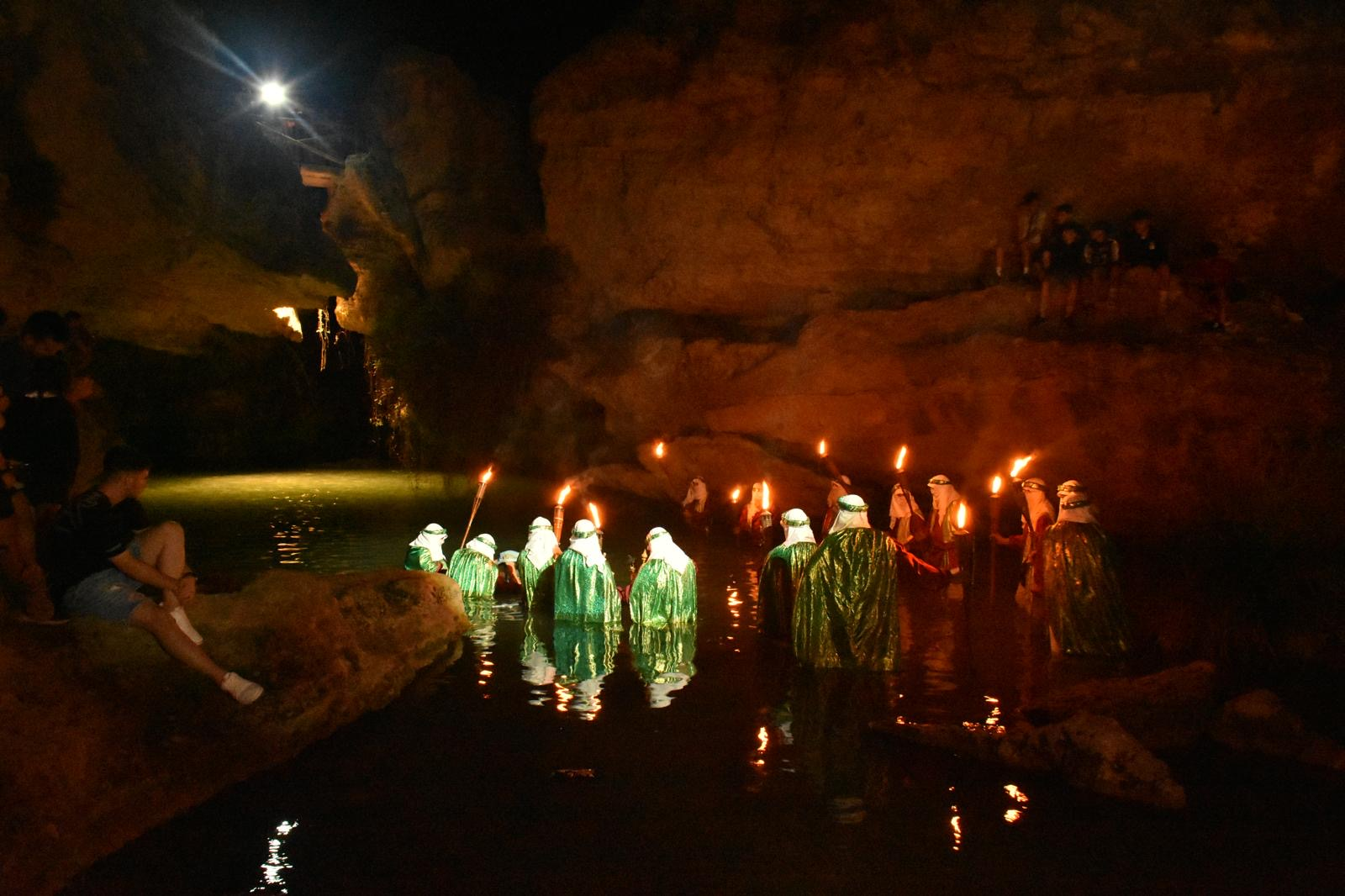
Bajada de la Mora en la noche de San Juan

- Fiestas de San Antón y el Baile del Inocente en La Copa (en torno al 17 de enero),
- Fiestas de San Blas (en torno al 3 de febrero)
- Carnaval
- Semana Santa
- Fiestas de San Marcos (último fin de semana de abril)
- Noche de San Juan (noche del 23 al 24 de junio)
- Fiestas patronales de La Copa en honor a Ntra. Sra. de la Consolación y Ntra. Sra. del Perpetuo Socorro (primer domingo de septiembre)
- Fiesta del Vino (las dos semanas antes de las fiestas patronales).
- Fiestas patronales de Bullas en honor a Ntra. Sra. del Rosario (primer domingo de octubre y días colindantes)
- Fiestas de la Purísima Concepción en La Copa (del 5 al 8 de diciembre)

## Gastronomía
- Potaje de hojas
- Potaje de calabaza
- Rin-ran
- Ajoharina
- Aletría
- Olla
- Gachasmigas

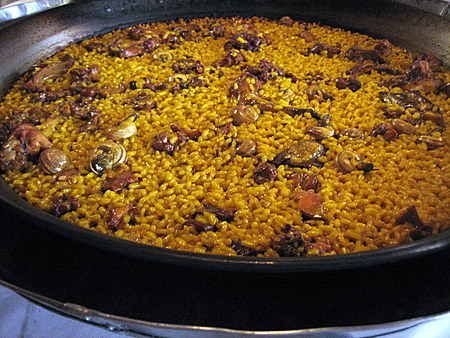
Arroz con conejo y caracoles serranos

- Arroz con conejo y caracoles serranos
- Arroz con níscalos y alubias morunas
- Torrijas
- Fritada de conejo, pimientos y tomate
- Migas con cerdo
- Toñas con almendras y nueces
- Tortas fritas
- Picardías
- Michirones

## Ciudades hermanadas
- Villajoyosa, desde 2006
- Betanzos, desde 2010
- Groesbeek, desde 2012[43]
- Bosa, desde 2013[44]